# Klasztor benedyktyński św. Jana w Müstair
Klasztor benedyktyński św. Jana w Müstair – klasztor położony w dolinie Val Müstair w Gryzonii, w najbardziej wysuniętej na wschód części Szwajcarii.
Klasztor powstał w VIII w., prawdopodobnie na polecenie króla Franków Karola Wielkiego i dziś jest jednym z nielicznych zabytków z czasów Karolingów na terenie Szwajcarii. Od 1163 roku służył benedyktynom. Cały kompleks składa się z wielu budynków pogrupowanych wokół kilku dziedzińców, a najcenniejszy jest położony w centrum budynek kościoła-kaplica św. Krzyża i Wieża Planta (Plantaturm) z 960 r.
Kościół w dzisiejszym kształcie jest późnogotycką halą z końca XV wieku. Podczas przebudowy nie zniszczono bezcennych fresków z I. połowy IX w. pokrywających boczne korpusy. Ogromne kompozycje przedstawiające sceny z życia Jezusa i wielki Sąd Ostateczny na ścianie zachodniej zostały dopełnione w latach 1150-1170 malowidłami  w apsydach prezbiterium przedstawiającymi życie św. Jana. W kościele zachowały się także romańskie freski i sztukaterie oraz rzeźby, w tym figura przedstawiająca Karola Wielkiego z XII w. oraz płaskorzeźba przedstawiająca chrzest Chrystusa z XI w.